# Alessandro Zampedri
Alessandro Zampedri (Bréscia, 3 de outubro de 1969) é um piloto italiano de automobilismo que correu a Temporada da CART World Series de 1995, pela equipe Dale Coyne Racing.
Teve ainda passagem pela Fórmula 3000 entre 1992 e 1993. Seu melhor resultado foi um terceiro lugar no GP de Nurburgring, em 1993. Ainda teve longa carreira disputando a Porsche Supercup, conquistando dois títulos, e disputa a categoria até hoje.